# Heptathlon aux Jeux olympiques d'été de 1984
Pour un article plus général, voir Athlétisme aux Jeux olympiques d'été de 1984.
Navigation
Moscou 1980 Séoul 1988
L'épreuve de l'heptathlon aux Jeux olympiques de 1984 s'est déroulée les 3 et 4 août 1984 au Memorial Coliseum de Los Angeles, aux États-Unis. Elle est remportée par l'Australienne Glynis Nunn.
L'heptathlon féminin est disputé pour la première fois dans le cadre des Jeux olympiques, succédant à l'épreuve du pentathlon.

## Résultats

### Finale
| Rang               | Athlète            | Pays                      | Points |
| ------------------ | ------------------ | ------------------------- | ------ |
| Médaille d'or      | Glynis Nunn        | Australie                 | 6390   |
| Médaille d'argent  | Jackie Joyner      | États-Unis                | 6385   |
| Médaille de bronze | Sabine Everts      | Allemagne de l'Ouest      | 6363   |
| 4.                 | Cindy Greiner      | États-Unis                | 6281   |
| 5.                 | Judy Simpson       | Grande-Bretagne           | 6280   |
| 6.                 | Sabine Braun       | Allemagne de l'Ouest      | 6236   |
| 7.                 | Tineke Hidding     | Pays-Bas                  | 6147   |
| 8.                 | Kim Hagger         | Grande-Bretagne           | 6127   |
| 9.                 | Birgit Dressel     | Allemagne de l'Ouest      | 6082   |
| 10.                | Corinne Schneider  | Suisse                    | 6042   |
| 11.                | Marjon Wijnsma     | Pays-Bas                  | 6015   |
| 12.                | Kristine Tannander | Suède                     | 5985   |
| 13.                | Florence Picaut    | France                    | 5914   |
| 14.                | Annette Tånnander  | Suède                     | 5908   |
| 15.                | Jill Ross Giffen   | Canada                    | 5904   |
| 16.                | Connie Polman-Tuin | Canada                    | 5648   |
| 17.                | Donna Smellie      | Canada                    | 5638   |
| 18.                | Tsai Li-Jiau       | Taipei chinois            | 5447   |
| 19.                | Iamo Launa         | Papouasie-Nouvelle-Guinée | 5148   |
| 20.                | Manuela Marxer     | Liechtenstein             | 4913   |
| —                  | Conceição Geremias | Brésil                    | DNF    |
| —                  | Chantal Beaugeant  | France                    | DNF    |
| —                  | Jodi Anderson      | États-Unis                | DNF    |

## Légende
Records et Performances
- AR : Record continental (area record)
- CR : Record des championnats (championship record)
- MR : Record du meeting (meet record)
- NR : Record national (national record)
- OR : Record olympique (olympic record)
- PR : Record paralympique (paralympic record)
- PB : Record personnel (personal best)
- SB : Meilleure performance personnelle de la saison (season's best)
- WL : Meilleure performance mondiale de l'année (world leader)
- WJR : Record du monde junior (world junior record)
- WR : Record du monde (world record)

Circonstances et Conditions
- DNF : N'a pas terminé (did not finish)
- DNS : N'a pas pris le départ (did not start)
- DQ : Disqualification (disqualification)
- NM : Aucun essai valable enregistré (No Mark)
- Q : Qualifié « directement » au prochain tour (ou à la prochaine compétition), lors d'une compétition majeure, grâce au classement ou à la réalisation des minima (automatic qualifier)
- q : Qualifié au prochain tour (ou à la prochaine compétition), lors d'une compétition majeure, grâce au repêchage ou à la réalisation de l'une des meilleures performances parmi celles des « non qualifiés directement » (grâce au meilleur temps ou à la meilleure distance par exemple) (secondary qualifier)